# Cisma ortodoxo de Moscú-Constantinopla de 1996
En 1996 se produjo un cisma entre Moscú y Constantinopla; este cisma comenzó el 23 de febrero de 1996 cuando la Iglesia Ortodoxa Rusa rompió la plena comunión con el Patriarcado Ecuménico de Constantinopla y terminó el 16 de mayo de 1996 cuando la Iglesia Ortodoxa Rusa y el Patriarcado Ecuménico llegaron a un acuerdo.
La excomunión que hizo la iglesia ortodoxa rusa fue en respuesta a una decisión del sínodo del Patriarcado Ecuménico de Constantinopla de restablecer el rito ortodoxo en Estonia bajo la jurisdicción canónica del Patriarcado Ecuménico como iglesia autónoma el 20 de febrero de 1996. Este cisma tiene similitudes con el cisma Moscú-Constantinopla de octubre de 2018.
El 8 de noviembre del 2000 la Iglesia Ortodoxa Rusa emitió un comunicado oficial refiriéndose al cisma como «la trágica situación de febrero-mayo de 1996 cuando debido a las acciones cismáticas del Patriarcado de Constantinopla en Estonia, los cristianos ortodoxos de las Iglesias de Constantinopla y Rusia, que viven en todo el mundo en estrecho contacto espiritual, fue privada de la comunión eucarística común en el único Cáliz de Cristo».

## Antecedentes

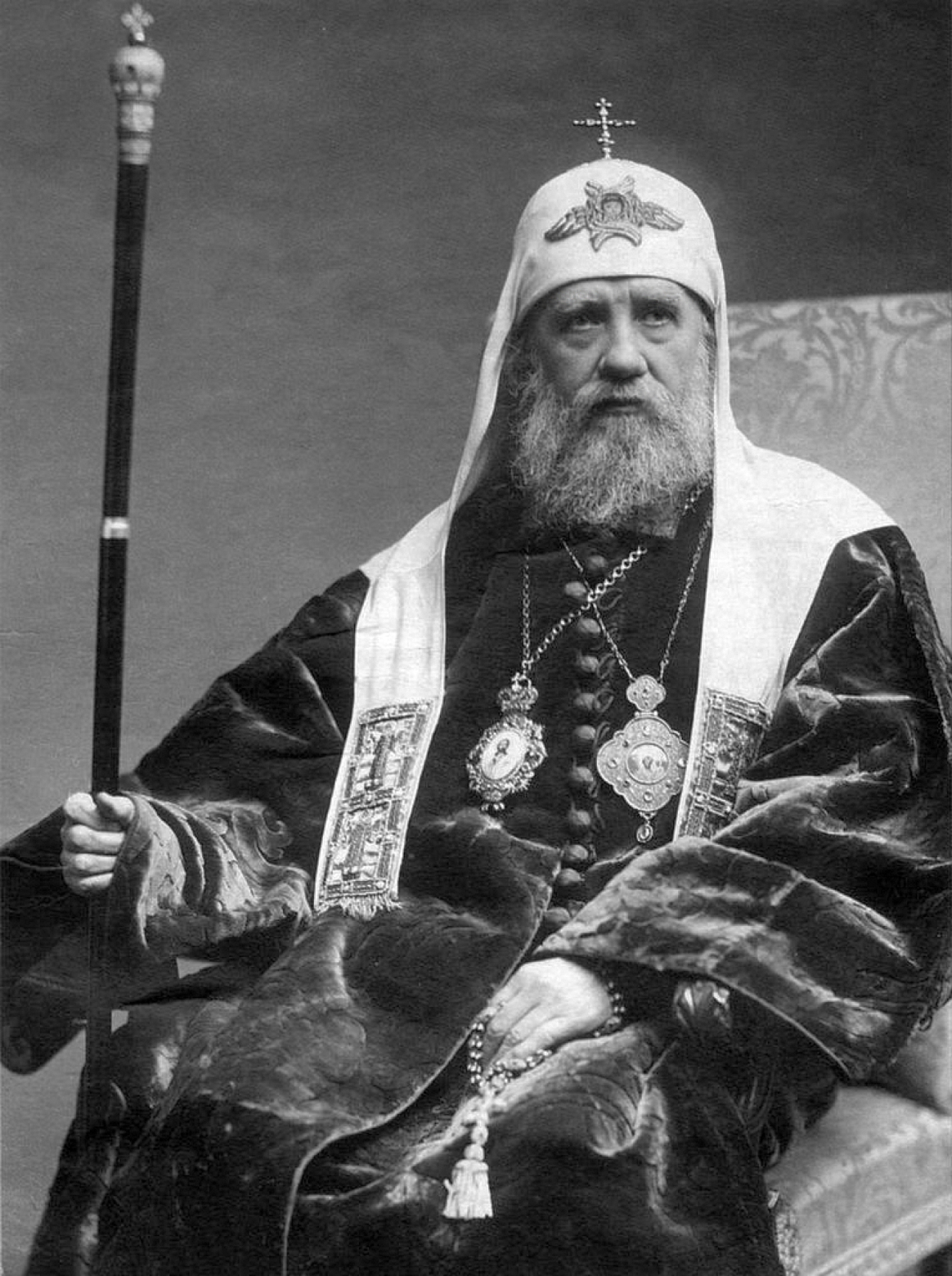
Patriarca Tijón de Moscú

### Autonomía de la Iglesia Ortodoxa Apostólica de Estonia
El Patriarca de la Iglesia Ortodoxa Rusa, San Tijon, reconoció en 1920 a la Iglesia Ortodoxa Apostólica de Estonia como autónoma (Resolución No. 1780) bajo la jurisdicción del Patriarcado de Moscú, posponiendo la discusión sobre su autocefalia. «Tras la detención del Patriarca Tijon por parte del gobierno soviético, se interrumpó el contacto entre él y la Iglesia Ortodoxa autónoma de Estonia. En consecuencia, la Iglesia Ortodoxa autónoma de Estonia, que quería afirmar su independencia eclesiástica, decidió solicitar un reconocimiento canónico más completo y definitivo del Patriarca de Constantinopla.» 

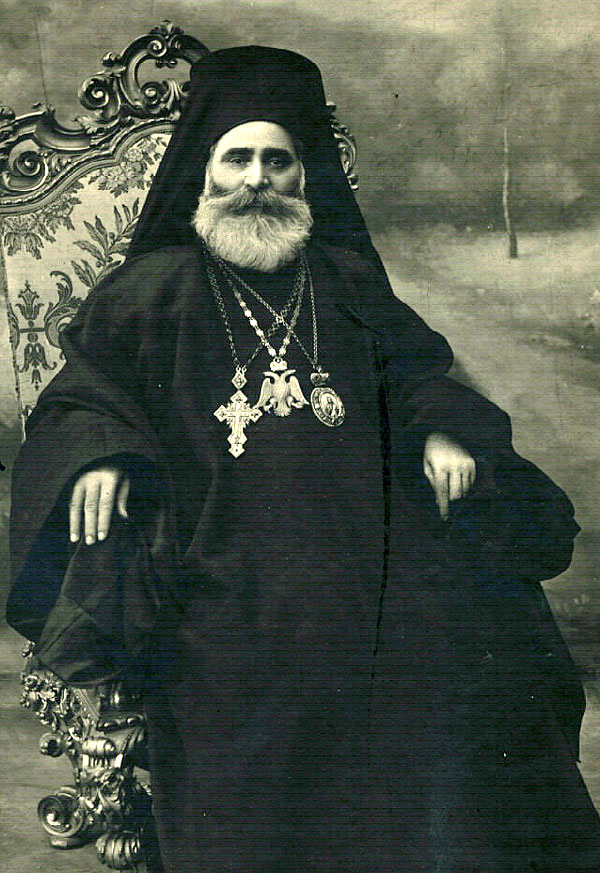
Patriarca Melecio IV de Constantinopla (1923)

### Tomosdel Patriarcado Ecuménico de 1923
Con la independencia de Estonia y la persecución de la Iglesia Ortodoxa Rusa, el Metropolitano Aleksander Paulus de Tallin y toda Estonia pidió al Patriarcado Ecuménico que recibiera su iglesia (la Iglesia Ortodoxa Apostólica de Estonia) en la jurisdicción del Patriarcado Ecuménico. El 7 de julio de 1923, el Patriarca Melecio IV de Constantinopla emitió un tomos aceptando a la Iglesia de Estonia en la jurisdicción del Patriarcado Ecuménico con un estatus autónomo ( Tomos 3348 ). Este tomos «estableció bajo el Patriarcado Ecuménico a la Iglesia Ortodoxa Apostólica Autónoma de Estonia conocida como 'Metropolitanato Ortodoxo de Estonia'» Algunos rusos ortodoxos en Estonia decidieron permanecer bajo la jurisdicción del Patriarcado de Moscú. La Iglesia Ortodoxa Rusa considera que «el Patriarca Melecio IV de Constantinopla se aprovechó de la difícil situación de la Iglesia Ortodoxa en Rusia y proclamó ilegalmente la jurisdicción del Patriarcado de Constantinopla sobre el territorio de la Estonia independiente y transformó la Iglesia Ortodoxa Autónoma de Estonia en la Metropolia Estonia del Patriarcado de Constantinopla». Después de un conflicto con Constantinopla, la Iglesia Ortodoxa Autónoma de Estonia obtuvo la propiedad legal de las iglesias y monasterios nacionales.

### Exilio de la Metropolitana Ortodoxa de Estonia y desactivación deltomosen 1978

Bandera de la República Socialista Soviética de Estonia

En 1940 la Unión Soviética anexó Estonia. Después de 1944, el Metropolitano Aleksander Paulus de la iglesia apostólica ortodoxa de estonia se exilió en Estocolmo, Suecia, con 23 miembros de su clero y 7000 u 8000 fieles. La iglesia con sede en Estocolmo permaneció vinculada al Patriarcado Ecuménico y sirvió a unos 10 000 ortodoxos estonios exiliados en diversos países. Después de la muerte del Metropolitano Alexander en 1953, el Patriarcado Ecuménico consagró a un nuevo obispo ortodoxo estonio, el obispo Georgi (Välbe)ru, para supervisar la Iglesia de Estonia con sede en Estocolmo. Después de la muerte de Välbe en 1961, sus parroquias estonias quedaron bajo la tutela de los obispos locales del Patriarcado Ecuménico.
La Iglesia Ortodoxa que permaneció en Estonia fue incorporada a la Iglesia Ortodoxa Rusa después de que la Unión Soviética anexara Estonia . El 10 de diciembre de 1944, el Sínodo del Patriarcado de Moscú promulgó el ucase que puso fin al funcionamiento de la Iglesia Ortodoxa de Estonia y estableció en su lugar la Diócesis de Tallin y Estonia. Esta disolución tuvo lugar efectivamente el 9 de marzo de 1945. La Iglesia Ortodoxa Apostólica de Estonia declaró más tarde que consideraba que «la autonomía de la Iglesia Ortodoxa de Estonia, concedida en 1923 por el Patriarca Ecuménico Melecio, fue abolida el 9 de marzo de 1945 por la fuerza, unilateralmente, sin respetar el orden canónico y sin informar de ello al Patriarca Ecuménico ni esperar su consentimiento».
En una carta enviada al entonces Patriarca de Moscú, Alejo II, el 24 de febrero de 1996, el Patriarca Ecuménico Bartolomé escribió que «el Patriarcado de Rusia durante aquellos años invadió a los países bajo la jurisdicción espiritual del Patriarcado Ecuménico, en específico, Estonia, Hungría y otros lugares, siempre por el poder del ejército soviético. La iglesia de Rusia en ese momento no buscó la opinión del Patriarcado Ecuménico, ni le mostró ningún respeto. La anexión de la Iglesia Ortodoxa de Estonia a la Santísima Iglesia de Rusia ocurrió de manera arbitraria y no canónica. Y es cierto que los eventos que son no canónicos en un momento particular nunca son bendecidos, nunca se consideran eficaces y nunca sentarán un precedente».
El 13 de abril de 1978 a petición de la Iglesia Ortodoxa Rusa, el Patriarcado Ecuménico desactivó el tomos de 1923 que había establecido la Iglesia Ortodoxa Apostólica Estonia autónoma bajo el Patriarcado Ecuménico. El Patriarca Ecuménico Bartolomé explicó en 1996 que esto se debía «a las condiciones políticas existentes en ese momento y a la persistente petición del Patriarca de Moscú» y «a las circunstancias de la época», así como «por el bien de mantener relaciones fluidas con el Patriarcado de Moscú, en cuyo momento Estonia todavía constituía una sección de la entonces Unión Soviética». El Patriarca Ecuménico declaró que el tomos se había vuelto «inoperante, pero no inválido».«Debido a los cambios demográficos, los rusos constituían la mayoría de la población ortodoxa de Estonia al final del régimen soviético».

### Periodo postsoviético

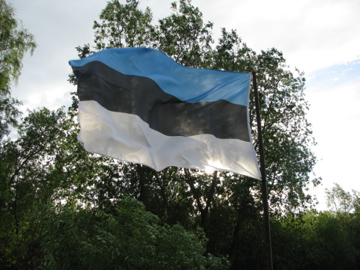
Bandera de Estonia tras la caída del régimen comunista en Estonia

Después de la caída de la Unión Soviética y la renovada independencia de Estonia en 1991, se gestó una disputa dentro de la comunidad ortodoxa entre aquellos que deseaban permanecer vinculados al Patriarcado de Moscú y aquellos que querían que se restableciera la Iglesia Ortodoxa autónoma bajo el Patriarcado Ecuménico. Las largas negociaciones entre la Iglesia Ortodoxa Rusa y el Patriarcado Ecuménico llegaron a ningún acuerdo.
«En 1991 después de que Estonia se separara de la Unión Soviética se restableció la soberanía de la República de Estonia. En aquel momento el obispo gobernante en Estonia era Cornelio (Jakobs), quien mantuvo negociaciones con el Gobierno sobre una serie de asuntos eclesiásticos internos urgentes que no podían resolverse sin el apoyo del Estado. El 11 de agosto de 1993, en lugar de registrar a los representantes del Sínodo Ortodoxo Ruso, el Departamento Estatal de Religiones de Estonia registró a los representantes del 'Sínodo de la Iglesia Ortodoxa Estonia en el Exilio' como único sucesor legal de la Iglesia Apostólica Autónoma de Estonia. Este registro tuvo importancia política y social porque convirtió al 'Sínodo de la Iglesia Ortodoxa Estonia en el Exilio' en el único propietario de todos los bienes inmuebles relacionados con la Iglesia en Estonia. La Iglesia Ortodoxa Rusa inició procedimientos legales para defender su posición jurídica y canónica en el país, de que el 'Sínodo en el Exilio' no tenía una estructura episcopal ni una oficina administrativa en Estonia, como lo exige la ley estonia. En 1994, otro acontecimiento inesperado se sumó a lo anterior. Una petición firmada por los representantes de 54 de las 83 parroquias ortodoxas de Estonia solicitaba formalmente unirse a la jurisdicción del Patriarcado Ecuménico. Las 54 parroquias representaban a la mayoría de los creyentes ortodoxos del país, e incluían tanto comunidades de habla estonia como de habla rusa. Un año después, una serie de negociaciones entre el Patriarcado Ecuménico y el Patriarcado Ortodoxo Ruso no llegaron a ninguna solución.»«El 25 de mayo de 1995 el Patriarca Bartolomé de Constantinopla, estando en Finlandia, hizo un llamamiento por radio a los creyentes ortodoxos de Estonia en el que les llamaba a 'reavivar lo antes posible la Iglesia Ortodoxa Autónoma de Estonia en comunión directa con el Patriarcado Ecuménico'».
«El 3 de enero de 1996 una delegación de la Iglesia Ortodoxa Rusa visitó el Patriarcado Ecuménico en Estambul para celebrar negociaciones bilaterales sobre la división entre los ortodoxos de Estonia. No se llegó a ningún acuerdo, pero las dos partes acordaron continuar las negociaciones en Moscú el 2 de febrero del mismo año.»
«El 4 de enero de 1996, el Patriarca Ecuménico envió una carta pastoral 'a las comunidades ortodoxas de Estonia', en la que expresaba su deseo de 'reactivar' la Iglesia Apostólica Autónoma de Estonia sobre la base del Tomo (o decisión) del Patriarca Ecuménico de 1923. La carta expresaba la esperanza de unir a todos en una sola iglesia con una diócesis distinta para las parroquias de habla rusa. El 16 de enero de 1996, una delegación del Patriarcado Ecuménico, que incluía un obispo ortodoxo finlandés y un sacerdote, visitó Estonia en un intento de alcanzar una solución viable. Se reunieron con representantes del Patriarcado de Moscú y las autoridades estatales de Estonia, incluido el Primer Ministro Tiit Vähi y el Presidente Lennart Meri. Después de la reunión, se emitieron declaraciones de que el Patriarcado Ecuménico aceptaría a los creyentes ortodoxos estonios bajo su jurisdicción pero que también aceptaría la división de la comunidad ortodoxa de Estonia en dos partes y su pertenencia a dos jurisdicciones.»

## Historia del cisma

### Decisión del Patriarcado Ecuménico del 20 de febrero de 1996

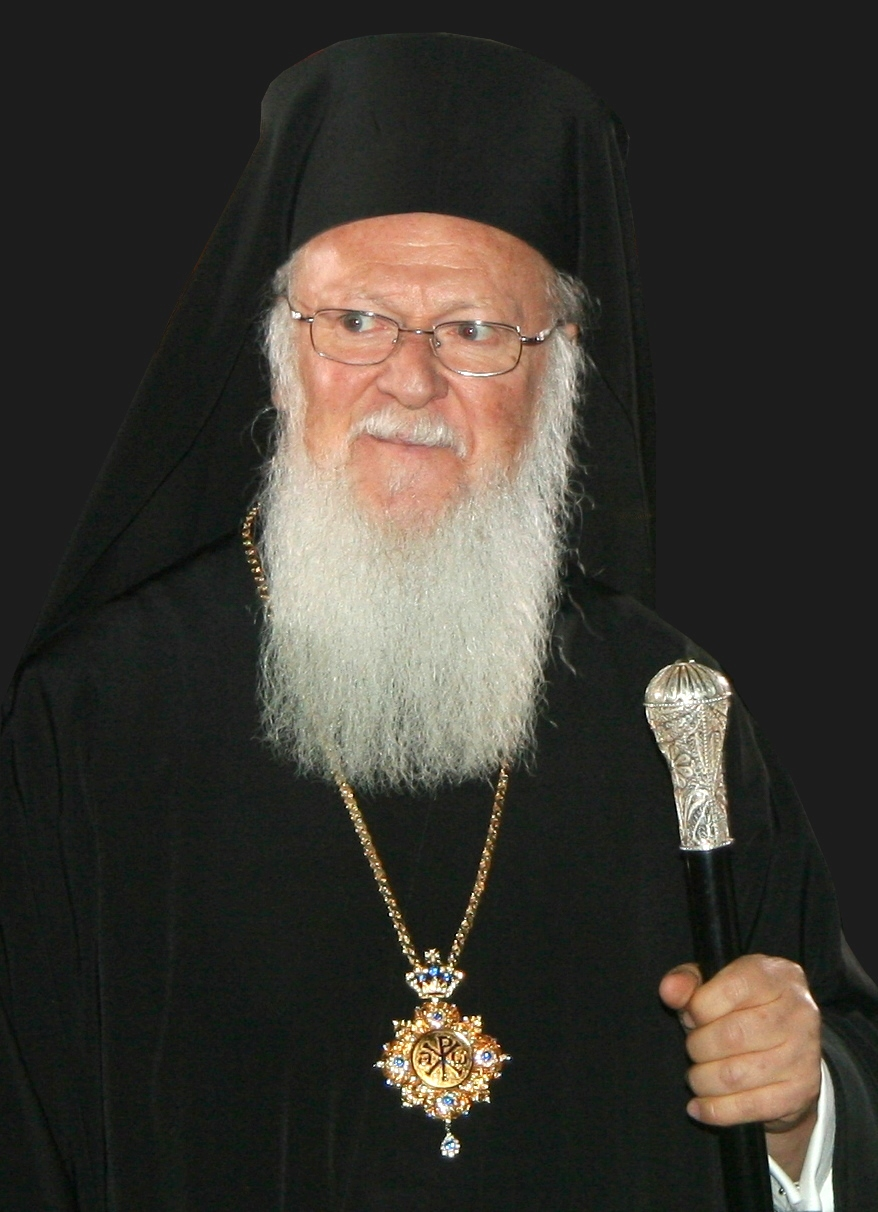
Su Santidad el Patriarca Ecuménico Bartolomé I

El 20 de febrero de 1996, diciendo que estaba «haciendo caso a la persistente petición del Gobierno de Estonia y la abrumadora mayoría de las parroquias ortodoxas estonias, que solicitaron que se les colocara nuevamente bajo la égida del Patriarcado Ecuménico», el Patriarcado Ecuménico decidió restablecer una iglesia ortodoxa en Estonia bajo la jurisdicción canónica del Patriarcado Ecuménico como una iglesia autónoma reactivando los tomos de 1923 que habían sido emitidos por el Patriarca Ecuménico Melecio IV.
El 22 de febrero de 1996 el Patriarcado Ecuménico anunció oficialmente su decisión de reactivar los tomos de 1923 y restablecer la Iglesia Apostólica Autónoma de Estonia. Esto se hizo sobre la base de la existencia continua de la Iglesia Apostólica Ortodoxa de Estonia en el exilio en Suecia.
El 24 de febrero de 1996 una delegación del Patriarcado Ecuménico, encabezada por el Metropolitano Joaquín de Calcedonia, concelebró la Divina Liturgia con el clero estonio y en presencia del arzobispo Juan de Finlandia en la Iglesia de la Transfiguración de Nuestro Señor en Tallin. Este acto marcó la reactivación de la Iglesia Apostólica Autónoma de Estonia. Ese mismo día, la Secretaría General del Sínodo del Patriarcado Ecuménico emitió un comunicado oficial. En dicho comunicado se anunció que el arzobispo Juan de Karelia, primado de la Iglesia Ortodoxa Finlandesa, había sido designado como locum tenens de la Iglesia Apostólica Autónoma de Estonia.

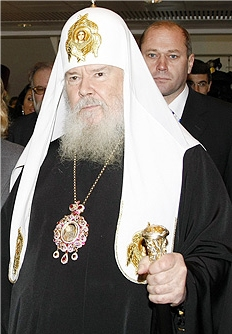
Patriarca de Moscú, Alejo II (1929-2008)

### Excomunión del Patriarcado Ecuménico por parte de la Iglesia Ortodoxa Rusa
El 23 de febrero de 1996 la Iglesia Ortodoxa Rusa declaró al Patriarca Ecuménico y a la Iglesia Ortodoxa Apostólica de Estonia como «cismáticos» y suspendió «la comunión canónica y eucarística con el Patriarcado de Constantinopla... y omitir el nombre del patriarca de Constantinopla en el díptico de los primados de las iglesias Ortodoxas locales».
Al día siguiente, el 24 de febrero, para justificar la decisión del Patriarcado Ecuménico tomada el 20 de febrero de 1996, el Patriarcado Ecuménico emitió un comunicado y el Patriarca Ecuménico Bartolomé envió una carta al entonces Patriarca de Moscú Alejo II.

### Negociaciones entre el Patriarcado Ecuménico y la Iglesia Ortodoxa Rusa
Los días 3 y 22 de abril de 1996 la Comisión Mixta de los Patriarcados de Constantinopla y Moscú se reunió en Zurich para discutir la situación. El 4 de marzo, el jefe del Departamento de relaciones extraeclesiales, el Metropolitano Kirill, dijo que la transferencia de la iglesia apostólica ortodoxa de Estonia a la jurisdicción del Patriarcado Ecuménico era «canónicamente ilegal» y que la iglesia ortodoxa rusa estaba lista para negociar con el Patriarcado Ecuménico sobre el tema.

### Acuerdos y resoluciones
El 16 de mayo de 1996 se llegó a un acuerdo y se restableció la comunión entre la Iglesia Ortodoxa Rusa y el Patriarcado Ecuménico.
Ambas partes acordaron:
1. «dejar que los cristianos ortodoxos en Estonia decidan librenente a qué jurisdicción eclesiástica desean pertenecer»
2. «[que] el Patriarcado de Constantinopla acep[taría] suspender durante 4 meses la decisión del 20 de febrero de 1996 de establecer que la iglesia autónoma en la jusrisdicción de Constantinopla en el territorio de Estonia y se comprometía, junto al patriarcado de Moscú, 'a cooperar en materia de presentar sus posturas al gobierno de estonia con el objetivo de que todos los cristianos ortodoxos tengan derechos iguales, incluyendo el derecho a la propiedad'».
Este acuerdo dio lugar de facto a la existencia de dos iglesias ortodoxas en territorio estonio: la Iglesia Ortodoxa Estonia del Patriarcado de Moscú y la Iglesia Ortodoxa Apostólica Estonia. Mediante este acuerdo, tanto la iglesia ortodoxa de Estonia como la iglesia ortodoxa rusa acordaron tolerarse mutuamente «al menos temporalmente». Después de esta decisión 54 parroquias en Estonia formaban parte de la iglesia de Estonia y 29 de la iglesia rusa. 
En septiembre de 1996 se decidió prolongar por otros tres meses la moratoria relativa a la decisión del Patriarcado Ecuménico del 20 de febrero de 1996 de reactivar sus tomos. Posteriormente se celebraron otras reuniones entre la Iglesia de Constantinopla y la Iglesia Ortodoxa Rusa con el fin de llegar a un acuerdo final, pero sin muchos resultados. El 1 de septiembre de 2000, el Patriarca Ecuménico Bartolomé declaró que consideraba la decisión del 16 de mayo de 1996 como una «decisión que permite la existencia de dos jurisdicciones paralelas en Estonia», mientras que la Iglesia Ortodoxa Rusa declaró oficialmente que estaba totalmente en desacuerdo con esta interpretación de la decisión del Patriarca Ecuménico y consideró que Estonia estaba bajo la jurisdicción canónica del Patriarcado de Moscú y que «las comunidades ortodoxas en el territorio de Estonia han sido parte de la Iglesia Ortodoxa Rusa durante siete siglos».

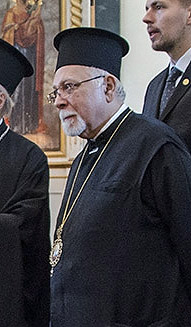
Metropolitan Stephanos de Tallin y toda Estonia

### Nombramiento del Metropolitano de Tallin y de toda Estonia por el Patriarcado Ecuménico
El 9 de marzo de 1999 el Congreso de la Iglesia Ortodoxa Apostólica de Estonia se reunió en Tallin para considerar el hecho de que la Iglesia aún no tenía un primado. En el congreso también estuvieron presentes representantes del Patriarcado de Constantinopla. El Congreso decidió pedir al Patriarcado que designara a Mons. Stephanos ( obispo auxiliar del metropolitano ortodoxo griego de Francia fr ) como primado. El 13 de marzo de 1999 el Sínodo del Patriarcado de Constantinopla aceptó la solicitud y eligió a Stephanos como metropolitano de Tallinn y toda Estoniaet . Al anunciar esta decisión, el Patriarca Bartolomé pidió a la Iglesia Ortodoxa Rusa que reconociera al Metropolitano Esteban como «primer jerarca canónico y legal de la Iglesia Ortodoxa de Estonia». La Iglesia Ortodoxa Rusa, «considerando seguramente la región de Estonia como una parte autónoma del territorio canónico histórico del Patriarcado de Moscú», se negó a reconocer el estatus del Metropolitano Esteban que le había otorgado el Patriarcado Ecuménico.
El 21 de marzo de 1999 el obispo Esteban fue entronizado como Metropolitano de Tallin y toda Estonia en la Iglesia de la Transfiguración de Nuestro Señor en Tallin. Después de eso comenzó a preparar la Asamblea General de la Iglesia. El 21 de junio de 1999 se celebró la Asamblea General y allí se eligieron los órganos de la Iglesia, el Sínodo y el Comité de Cuentas. Además, el Metropolitano anunció los nombres de los vicarios generales y de su secretariado. En enero de 2009, la Iglesia Ortodoxa de Estonia estableció una estructura sinodal con las ordenaciones de dos obispos: el obispo de Tartu, Elías (Ojaperv) et, y el obispo de Pärnu - Saaremaa, Aleksander (Hopjiorski) et .

## Consecuencias

### Tensiones continuas
Después del acuerdo de Zúrich, continuaron las tensiones entre la Iglesia Ortodoxa Apostólica de Estonia y el Patriarcado de la Iglesia Ortodoxa de Estonia de Moscú . 
El metropolitano Esteban declaró en 1999 y en 2002 que sólo podía haber una iglesia ortodoxa local en Estonia, pero no se opone a que el Patriarcado de Moscú convierta la Iglesia Ortodoxa Estonia del Patriarcado de Moscú en una diócesis de la Iglesia Ortodoxa Rusa en Estonia. Según la Iglesia Ortodoxa Apostólica de Estonia, los acuerdos decididos en Zurich podrían haber sido la base que «pudo haber iniciado un futuro constructivo en común» entre las dos iglesias locales de Estonia (la Iglesia Ortodoxa Apostólica de Estonia y la Iglesia Ortodoxa Estonia del Patriarcado de Moscú), pero según la Iglesia Ortodoxa Apostólica de Estonia, la Iglesia Ortodoxa Rusa no aplicó esos acuerdos decididos en Zurich, mientras que el Patriarcado Ecuménico sí lo hizo.
El 8 de noviembre de 2000, en respuesta a la visita del Patriarca Ecuménico a Estonia el 1 de septiembre de 2000, la Iglesia Ortodoxa Rusa explicó a detalle en una declaración oficial su versión de la historia del cisma de 1996. En la declaración se afirma también que la Iglesia de Constantinopla se había negado a celebrar el 1 de septiembre de 2000 negociaciones para la visita del Patriarca Ecuménico a Estonia; el objetivo de esas negociaciones habría sido «poner fin a la confrontación de cuatro años entre las jurisdicciones de las dos Iglesias en Estonia». La declaración oficial concluía: «El establecimiento de la jurisdicción del Patriarcado de Constantinopla en Estonia en febrero de 1996, el nombramiento del 'Metropolitano de toda Estonia' en marzo de 1999 y el anuncio hecho durante la visita del Patriarca Bartolomé a Estonia en octubre de 2000 sobre la renuncia a los acuerdos de compromiso que preveían la presencia paralela de las dos jurisdicciones en Estonia hablan de la intención constante de Constantinopla de usurpar la autoridad canónica en Estonia y de privar a la Iglesia Ortodoxa Estonia del Patriarcado de Moscú no sólo del derecho legal, sino también del derecho canónico de sucesión en el país».
En 2007, delegados de la Iglesia Ortodoxa Rusa abandonaron las discusiones teológicas con la Iglesia Católica porque la Iglesia Ortodoxa Rusa no reconocía a la Iglesia Ortodoxa Apostólica de Estonia y según la declaración de la Iglesia Ortodoxa Rusa emitida posteriormente, «la participación conjunta de delegados del Patriarcado de Moscú y la llamada Iglesia Apostólica de Estonia en una sesión oficial significaría el reconocimiento implícito por parte del Patriarcado de Moscú de la naturaleza canónica de esta estructura eclesiástica».
«En 2008 la Iglesia Ortodoxa Rusa suspendió su membresía en la Conferencia de Iglesias Europeas debido a la disputa sobre la no admisión de esa parte de la Iglesia Ortodoxa Estonia que había decidido permanecer vinculada al patriarcado de Moscú». 
En 2008, la Iglesia Ortodoxa Rusa lanzó un ultimátum: la Iglesia Ortodoxa Rusa se retiraría del diálogo anglicano-ortodoxo si la iglesia ortodoxa apostólica de Estonia participaba. «Ese mismo año la Iglesia Ortodoxa Rusa puso fin a su diálogo ecuménico con los anglicanos porque la iglesia ortodoxa apostólica de Estonia participaría como iglesia miembro reconocida en dicho diálogo». 
«El Patriarcado de Moscú sigue haciendo dos afirmaciones importantes que son inaceptables para la iglesia ortodoxa apostólica de Estonia. La primera es que la iglesia ortodoxa apostólica de Estonia se estableció en 1996 (negando así el Tomos de 1923); y la segunda es que Estonia sigue siendo un territorio canónico de la Iglesia Ortodoxa Rusa, lo que se considera ampliamente como una negación de Estonia como estado soberano, merecedor de la autocefalia a su debido tiempo». 
El 1 de septiembre de 2018, el metropolitano Hilarión (Alfeyev), presidente del Departamento de Relaciones Exteriores de la Iglesia Ortodoxa Rusa, en un mensaje a los medios de comunicación que se publicó en el sitio web oficial de las Relaciones Exteriores de la Iglesia Ortodoxa Rusa, declaró: «el problema de Estonia, desde nuestro punto de vista, no se ha resuelto y la existencia de dos jurisdicciones paralelas, nuevamente desde el punto de vista de los cánones eclesiásticos, es una anomalía».

### Cisma entre Moscú y Constantinopla de 2018

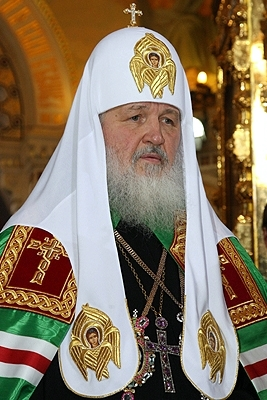
Patriarca Kirill de Moscú, que era el Patriarca de Moscú cuando comenzó el cisma Moscú-Constantinopla de 2018

El cisma de 1996 tiene similitudes con el cisma de octubre de 2018. Ambos cismas fueron causados por una disputa entre la Iglesia Ortodoxa Rusa y el Patriarcado Ecuménico sobre la jurisdicción canónica sobre un territorio en Europa del Este sobre el cual la Iglesia Ortodoxa Rusa reclamaba tener la jurisdicción canónica exclusiva, territorio que después del colapso de la Unión Soviética se había convertido en un estado independiente (Ucrania, Estonia ). La ruptura de la comunión en 1996 fue realizada por Moscú de forma unilateral, al igual que en 2018.
El hecho de que el cisma de 1996 sobre Estonia durara sólo tres meses «ha suscitado esperanzas en algunos sectores de que el nuevo cisma [Moscú-Constantinopla de 2018] también podría ser breve»; una fuente de la Iglesia Ortodoxa Apostólica de Estonia incluso declaró que la Iglesia Ortodoxa Rusa «probablemente dará marcha atrás [sobre Ucrania], tal como lo hizo sobre Estonia». Sin embargo, el 15 de octubre de 2018, justo después de la ruptura de la plena comunión con el Patriarcado Ecuménico por parte de la Iglesia Ortodoxa Rusa, el Metropolitano Hilarión, presidente del Departamento de Relaciones Exteriores de la Iglesia del Patriarcado de Moscú, dijo en una entrevista a los medios de comunicación que «en 1996, la Iglesia de Constantinopla se entrometió en el territorio canónico de la Iglesia rusa al establecer su jurisdicción en Estonia, y nos vimos obligados a romper la comunión eucarística con esta Iglesia»; Hilarión añadió que la Iglesia Ortodoxa Rusa «no había reconocido esta decisión [del Patriarcado Ecuménico en 1996] y no la reconoce. Sin embargo, los crímenes canónicos cometidos por el Patriarcado de Constantinopla ahora [en 2018 después de la declaración del Patriarcado Ecuménico del 11 de octubre de 2018 ] son más graves, ya que declaró su intención de conceder la autocefalia a una parte de la Iglesia Ortodoxa Rusa, y no a la parte que una vez perteneció a Constantinopla».

En una entrevista concedida a la BBC el 2 de noviembre de 2018, el arzobispo Job, jerarca de la Iglesia de Constantinopla, rechazó la idea de que pudiera haber dos jurisdicciones sobre Ucrania como hay dos jurisdicciones en Estonia, afirmando que canónicamente solo podría haber una iglesia en el territorio de Ucrania y que, por tanto, un exarcado de la Iglesia Ortodoxa Rusa en Ucrania era «simplemente no canónico» y que en Ucrania «no puede haber repetición del escenario de Estonia».